# Paris-Belfort
Paris-Belfort est une ancienne course cycliste française, organisée de 1931 à 1939 entre Paris et Belfort (Territoire de Belfort).
Neuf éditions se sont déroulées entre 1931 et 1939. L'épreuve s'arrête au début de la Seconde Guerre mondiale.

## Palmarès
| Année | Vainqueur         | Deuxième           | Troisième          |
| ----- | ----------------- | ------------------ | ------------------ |
| 1931  | Jean Bidot        | Marcel Bidot       | Raymond Louviot    |
| 1932  | Alphonse Schepers | Jean Aerts         | Jean Bidot         |
| 1933  | Joseph Mauclair   | Karl Altenburger   | Hermann Buse       |
| 1934  | Romain Gijssels   | Alphonse Schepers  | Sylvain Marcaillou |
| 1935  | Louis Hardiquest  | Frans Bonduel      | Louis Duerloo      |
| 1936  | Joseph Mauclair   | François Adam      | Raymond Louviot    |
| 1937  | Jules Coelaert    | Bruno Carini       | Robert Wierinck    |
| 1938  | Albert Hendrickx  | Jean-Marie Goasmat | Gérard Desmet      |
| 1939  | Edward Vissers    | Albert Hendrickx   | Piet Van Nek       |